# Parafontaria ishiii
Parafontaria ishiii är en mångfotingart som beskrevs av Wataru Shinohara 1986. Parafontaria ishiii ingår i släktet Parafontaria och familjen Xystodesmidae. Inga underarter finns listade i Catalogue of Life.